# Tripo Kokolja
Tripo Kokolja (Perast, Boka kotorska, 28. veljače 1661. – Korčula,  18. listopada 1713.), ponekad zvan i Trifun Kokoljić  ili po mletački Cocoglia, bio je hrvatski kasnobarokni slikar, uz Mateja Ponzonija-Pončuna najznačajniji predstavnik baroknog slikarstva u Dalmaciji. 

## Život i djelo
I danas se vrlo malo zna o životu i školovanju Tripe Kokolje, znamo samo to da je bio skromnog porijekla, i da je živio u sjeni svog mecene i velikog naručitelja barskog nadbiskupa Andrije Zmajevića. Pretpostavlja se da je školovan u Veneciji (ali možda je to bilo i negdje daleko južnije u Italiji). Veći dio svog relativno kratkog života (52 godine) proveo je u Boki kotorskoj, gdje je naslikao i najveći dio svog opusa od sedamdesetak slika i oltarnih pala.Posljednje godine svog života proveo je na Korčuli slikajući ciklus slika s apoteozom Sv. Dominika i dominikanskim svecima ispod pjevališta dominikanske crkve na Bolu na Braču.
Bio je kum na vjenčanju Vicka i Jele Bujović. S Vickom se 1705. zamijenio za kuću, pa je u kuću Vicka Bujovića iznad crkve sv. Ivana Kokolja preselio iz svoje obiteljske kuće kraj crkve sv. Ivana. Poslije Bujovićeva ubojstva, napustio je na neko vrijeme Perast zbog nesigurnih okolnosti.

### Opus u crkvi Gospa od Škrpjela
Njegova najznačajnija djela nalazi se u crkvici Gospe od Škrpjela; u gornjem dijelu bočnih zidova, nalaze se četiri velike slike: Očišćenje sv. Ane, Silazak Duha Svetoga, Smrt sv. Marije i Krunidba sv.Marije. Posljednja je najslabija slika iz tog ciklusa velikih kompozicija, loše nacrtane perspektive, i pomalo prenatrpana. Slika prikazuje klečeću Mariju, okruženu apostolima, svecima i anđelima koji sviraju. Ono što je čini posebnom je portret Andriju Zmajevića, barskog nadbiskupa, između sv. Jerolima i sv. Antuna Padovanskog na desnoj strani slike. 
Na stropu je naslikao Uznesenje sv. Marije na nebo, uokolo su raspoređeni prizori iz Marijina i Kristova života, na deset oktogonalnih kaseta (Rođenje Kristovo i Marijino, Prikazanje Kristovo i Marijino u hramu, Navještenje...). 
Sve su slike uokvirene drvenim izrezbarenim okvirima s cvjetnom ornamentikom, koji povezuju slikanu dekoraciju u jedinstvenu cjelinu.
Tripo Kokolja ukrasio je i zidove crkvene lađe, freskama podijeljenim u tri reda. U donjem zdesna stoji osam, a slijeva šest slika proroka sa Sibilama. Izgleda da su mu to bili prvi slikarski uradci, jer se na njima vidi sirovost crteža i loše nacrtane perspektive u usporedbi s velikim gornjim slikama i slikarijama na stropu. Proroci su prikazani frontalno, okrenuti promatraču, kojemu pokretom ruke pokazuju na značenje ispisanih tekstova na svicima i knjigama.

Zbog velike koločine vlage i soli, slike Tripe Kokolja bile su u vrlo lošem stanju oko 1880. zbog tog je općinsko poglavarstvo Perasta, kao patron svetišta, raspisalo je natječaj za restauraciju slika, na natječaju je pobijedio slikar franjevac iz Zadra Josip Rossi, s njim je poglavarstvo sklopilo ugovor 1. rujna 1883. godine. Sve slike, osim one na stropu, prenesene su u Zadar u Rossijev atelijer, gdje su za svotu od 2000 forinti restaurirane do 1885. Ono što je žalosno je to da su slike vrlo loše restaurirane. 

### Ostala djela Tripe Kokolje
Tripo Kokolja je svojim slikama ukrasio i crkvu sv.Nikole (1616.) i Palaču Zmajević u rodnom Perastu. Pored nje ukrasio je crkve u Dobroti, Kotoru i Prčnju u Boki kotorskoj. Pred kraj života odselio se na Korčulu, tako da je oslikao i neke crkve i palače u Dubrovniku, Korčuli (crkva Svih Svetih) i u Bolu na Braču. 
Osobito je vrijedan rad - Apoteoza sv. Dominika, na kasetiranom stropu kora iz 1713. u dominikanskoj crkvi u Bolu na Braču.
Freske u crkvi Sv. Nedjelje u Kumboru kraj Herceg-Novoga, nastale između 1704. i 1709.,  pripisuju se Kokolji, a naručio ih je Vicko Bujović.

### Značaj slikarstva Tripe Kokolje
Tripo Kokolja je bio prvi domaći barokni slikar od formata koji je djelovao u domaćoj sredini nakon niza stoljeća isključivog uvoza slika iz Mletaka. Njegov doprinos baroknom slikarstvu Dalmacije bio je u tome što je prvi uveo pejzaže i mrtve prirode kao samostalne slikarske teme. Čak i danas je ime Tripe Kokolje za mnoge nepoznanica, iako mnogi kažu da je Gospa od Škrpjela naša Sikstinska kapela.

## Vanjske poveznice
- Slikarstvo Tripa Kokolje  Arhivirana inačica izvorne stranice od 15. listopada 2010. (Wayback Machine)
- Portret Tripa Kokolje  Arhivirana inačica izvorne stranice od 23. travnja 2021. (Wayback Machine)